# Illja Aleksievič
Illja Leanidavič Aleksievič (in bielorusso Ілля Леанідавіч Алексіевіч?; in russo Илья Леонидович Алексиевич?, Il'ja Leonidovič Aleksievič; Žodzina, 10 febbraio 1991) è un calciatore bielorusso, centrocampista o attaccante dell'Homel'.

## Caratteristiche tecniche
Esterno di centrocampo, può giocare come trequartista e anche come attaccante.

## Palmarès

### Club

#### Competizioni nazionali
- Supercoppa di Bielorussia: 5

Homel': 2012
BATĖ Borisov: 2013, 2014, 2015, 2016
- Campionato bielorusso: 3

BATĖ Borisov: 2013, 2014, 2015
- Coppa di Bielorussia: 1

BATĖ Borisov: 2014-2015